# Phanoderma paracampbelli
Phanoderma paracampbelli is een rondwormensoort uit de familie van de Phanodermatidae. De wetenschappelijke naam van de soort is voor het eerst geldig gepubliceerd in 1958 door Allgén.